# هيرمان ماثيوز
هيرمان ماثيوز (بالإنجليزية: Herman Matthews)‏ هو ملحن أمريكي، ولد في 28 ديسمبر 1960 في هيوستن في الولايات المتحدة.

## وصلات خارجية
- الموقع الرسمي
- هيرمان ماثيوز على موقع IMDb (الإنجليزية)
- هيرمان ماثيوز على موقع ميوزك برينز (الإنجليزية)
- هيرمان ماثيوز على موقع أول ميوزيك (الإنجليزية)
- هيرمان ماثيوز على موقع ديسكوغز (الإنجليزية)